# Sergueï Comte
Pour les articles homonymes, voir Comte (homonymie).

Sergueï Comte, né le 11 février 2000 à Dzerjinsk (Russie), est un nageur français.

## Carrière
Sergueï Comte est sacré champion de France du 50 mètres papillon aux Championnats de France de natation en petit bassin 2018.
Il remporte la finale du 50 mètres papillon aux Championnats de France de natation 2020.En 2021 et 2022 il arrive sur la 3ème marche du podium sur le 100m papillon.
A commencé la natation à l'âge de 10 ans après avoir fait 4 ans de gymnastique.
A participé aux Championnats de France Elite:
- 2022 à Chartre en petit bassin (25m): 3 -ème du 100m papillon en 51"60
- 2022 à Limoges en grand bassin (50m): 3 -ème Français au 100m papillon en 53"49
- 2021 à Montpellier en grand bassin (50m): 3 -ème Français au 100m papillon en 52"94
- 2020 à St-Raphaël en grand bassin (50m): Champion de France du 50m papillon en 23"88
- 2019 à Rennes
- 2018 à Montpellier en petit bassin (25m) champion de France en 23"49 (meilleure performance française 18 ans)/ à St-Raphaël en grand bassin (50m) qualification aux championnats d'Europe juniors et aux Jeux olympiques de la jeunesse.
- 2017 à Schiltigheim en grand bassin/ Qualification aux championnats d'Europe juniors et aux championnats du Monde juniors
- 2016 à Montpellier en grand bassin / Meilleure performance française 16 ans en 25"06 au 50m papillon à St-Etienne
- 2015 à Limoges en grand bassin (meilleure performance française 15 ans en 57"71 au 100m papillon)
- 2014 à Chartre en grand bassin, premiers championnat de France.

Sélection en équipe de France:
- 2022 Jeux Européens universitaires à Lodz (Pologne) double champion d'Europe sur 50 et 100m papillon et 2eme sur le relais 4x100m nl messieurs et 4x100m 4n mixtes
- 2022 Jeux méditerranéens à Oran (Algérie) 2ème sur le relais 4x100 4n
- 2018 à Buenos Aires (Argentine) : Jeux olympiques de la Jeunesse ; finaliste (6ème) au relais 4x100m 4nages mixtes; 50m papillon (11ème) et 100m papillon (12ème)
- 2018 à Helsinki (Finlande): Championnat d'Europe juniors ; finaliste (7ème) au 100m papillon (53"49)
- 2017 à Indianapolis (Etats-Unis) : Championnat du monde juniors: 5ème au relais 4x100m 4nages
- 2017 à Netanya (Israël) : Championnat d'Europe juniors: 4ème au relais 4x100m 4nages
- 2016 à Gzira (Malte) : COMEN (Confédération Méditerranéenne de Natation): médaille d'argent  au 100m papillon en 55"42/ médaille d'argent au relais 4x100m 4nages